# Relaciones Belice-India
Las relaciones Belice-India son las relaciones internacionales entre Belice e India. Los países mantienen consulados honorarios en las ciudades capitales de los demás.

## Relaciones diplomáticas
Belice e India mantienen cálidas relaciones diplomáticas. Belice tiene un consulado honorario en Nueva Delhi, India tiene un consulado honorario en Ciudad de Belice, bajo la jurisdicción de su embajada en Ciudad de México. Belice e India son ambos Estados miembros de la Mancomunidad de Naciones, y se apoyan mutuamente en la mayoría de los asuntos en foros internacionales. Belice e India también entablan un diálogo a través del Sistema de Integración Centroamericano (SICA) del que es miembro, en temas como antiterrorismo, cambio climático y seguridad alimenticia.
Se llevaron a cabo varias visitas de alto nivel entre los líderes de Belice e India.

## Relaciones económicas
El comercio bilateral entre Belice y la India totalizó 45,4 millones US $ en 2013, frente a los US $ 23 millones del año anterior. La India exportó bienes por valor de 23 millones $ a Belice e importó productos por valor de 22,4 millones de dólares en 2013. Los principales productos básicos exportados desde la India a Belice son textiles, productos químicos orgánicos, productos farmacéuticos y piezas de automóviles. Las principales importaciones de Belice son productos químicos diversos.
El 18 de septiembre de 2013, Belice e India firmaron un Acuerdo de intercambio de información fiscal en Belmopán.

## Ayuda exterior india
La India a menudo ha brindado ayuda a Belice después de los desastres naturales. India también proporciona a Belice una línea de crédito de 30 millones US $ , como parte de su programa de ayuda externa para los países del SICA.
India donó Bajaj 3 ruedas, medicinas, equipo de cricket y computadoras al Centro de Computación de la Amistad de la India Belice en St. John's College. En 2013, la India envió a un alto funcionario del IPS para prestar servicios durante un año como Asesor del Comisionado de Policía de Belice, sobre la base de una solicitud del Primer Ministro de Belice. El primer ministro también ha solicitado a India que abra un centro de formación profesional en la ciudad de Belice.
Los ciudadanos de Belice son elegibles para becas en virtud del Programa de Cooperación Técnica y Económica de la India y del Consejo Indio de Relaciones Culturales.

## Relaciones culturales
Grupos culturales del Consejo Indio de Relaciones Culturales hacen visitas a Belice.
La Asociación de Comerciantes Indios de Belice (BIMA) con sede en la Zona de Libre Comercio de Corozal, y la Comunidad India de Belice (BIC) con sede en la Ciudad de Belice, son dos organizaciones de la comunidad india en Belice. Ambas organizaciones tienen templos en Belice, que también sirven como centros comunitarios.

## Indios en Belice
La comunidad india en Belice se remonta a mediados del siglo XIX. Emigraron del Caribe durante un período de aproximadamente 150 años y han sido completamente asimilados en la cultura local. Se los conoce en Belice como indios asiáticos o indios orientales. A partir de enero de 2016, más de 1.500 indios residen en Belice, de los cuales 200 son ciudadanos indios y el resto son personas de origen indio. La mayoría de la comunidad se dedica a los negocios y son de origen sindhi.
Los indios asiáticos constituyen aproximadamente el cuatro por ciento de la población de Belice. A partir de enero de 2016, había 7.000-8.000 indios asiáticos en Belice.